# Baviola
Baviola is een geslacht van spinnen uit de familie springspinnen (Salticidae).

## Soorten
De volgende soorten zijn bij het geslacht ingedeeld:
- Baviola braueri Simon, 1898
- Baviola luteosignata Wanless, 1984
- Baviola vanmoli Wanless, 1984